# Bornos
Bornos település Spanyolországban, Cádiz tartományban. Bornos Arcos de la Frontera, Espera és Villamartín községekkel határos. Lakosainak száma 7533 fő (2024).

## Népesség
A település népessége az utóbbi években az alábbiak szerint változott:
| Lakosok száma | 7979 | 8082 | 8140 | 8134 | 8107 | 8022 | 7864 | 7670 | 7655 | 7533 |
|               | 2001 | 2004 | 2006 | 2009 | 2011 | 2014 | 2016 | 2019 | 2021 | 2024 |